# Marches (Drôme)
Marches – miejscowość i gmina we Francji, w regionie Owernia-Rodan-Alpy, w departamencie Drôme.
Według danych na rok 1990 gminę zamieszkiwało 560 osób, a gęstość zaludnienia wynosiła 50 osób/km² (wśród 2880 gmin regionu Rodan-Alpy Marches plasuje się na 1092. miejscu pod względem liczby ludności, natomiast pod względem powierzchni na miejscu 1035.).